# همکار انجمن سلطنتی
همکار انجمن سلطنتی (به انگلیسی: Fellow of the Royal Society) یا به اختصار FRS جایزه‌ای است که توسط انجمن سلطنتی در لندن به افراد به خاطر «کمک قابل توجه به بهبود دانش طبیعی، از جمله ریاضیات، علوم مهندسی و علوم پزشکی» داده می‌شود. این جایزه معتبر، قدیمی‌ترین جایزه علمی شناخته شده می‌باشد که هیچ‌گاه در اعطای آن وقفه‌ای حاصل نشده‌است. در طول تاریخ خود، افراد شناخته شده بسیاری از این جایزه بهره‌مند شده‌اند که از جمله آنها می‌توان به آیزاک نیوتن (۱۶۷۲)، چارلز داروین (۱۸۳۹)، ارنست رادرفورد (۱۹۰۳)، برتراند راسل (۱۹۰۸)، سرینیواسا رامانوجان (۱۹۱۸)، آلبرت اینشتین (۱۹۲۱)، وینستون چرچیل (۱۹۴۱)، سوبرامانیان چاندراسخار (۱۹۴۴)، دوروتی هاجکین (۱۹۴۷)، آلن تورینگ (۱۹۵۱)، فرانسیس کریک (۱۹۵۹)، استفن هاوکینگ (۱۹۷۴) و ایلان ماسک (۲۰۱۸) اشاره کرد.
این جایزه که توسط برخی، معادلی از آن به عنوان معادلی برای جایزه اسکار برای یک عمر فعالیت یاد شده‌است، در مجموع به بیش از ۸۰۰۰ نفر اعطا شده که تا سال ۱۹۹۰، در میان آن‌ها نام ۲۸۰ برنده جایزه نوبل نیز دیده می‌شود.